# Есеневы
Есеневы (Есеньевы) — древний русский дворянский род.
Род внесён в VI часть родословной книги: Московской и Тамбовской губерний

## История рода
Агильдей Есенев пожалован поместьем за Московское осадное сидение. В XVII веке род владел поместьями в Серпуховском уезде и в Серпуховской писцовой книге (1626—1628) записаны четыре представителя рода. Никифор Васильевич служил по Серпухову и был взят в плен крымскими татарами (1669). Владели поместьями в Серпуховском уезде: Тимофей Филиппович и Илья Прокофьевич (1678), Никита Тимофеевич (1698).
Пять представителей рода владели населёнными имениями (1699).

## Известные представители
- Есеневы: Тимофей Филиппович, Иван и Михаил Степановичи, Фёдор Войнович, Илья Прокофьевич — участники Чигиринского похода (1678).
- Есенев Фёдор Степанович — рейтар (1678).
- Есенев Григорий Джеметевич и Фёдор Антропович — московские дворяне (1692)[1][2].
- Есенева Аграфена Фёдоровна — жена князя, стольника Вяземского Василия Алексеевича (1686—1719), от брака сын князь Алексей.